# Museu Nòrdic
El Museu Nòrdic (suec: Nordiska museet) és un museu localitzat a Djurgården, una illa d'Estocolm, Suècia, dedicat a la història cultural i etnografia de Suècia des de l'edat moderna (1520) fins al període contemporani. El museu va ser fundat a finals del segle xix per Artur Hazelius, qui també va fundar el museu a l'aire lliure Skansen.

## Història
El museu fou anomenat inicialment (1873) Col·lecció Etnogràfica escandinava (Skandinavisk-etnografiska samlingen) i des de 1880 el Museu Nordic (Nordiska Museum, ara Nordiska museet). Quan Hazelius va establir el museu a l'aire lliure Skansen el 1891, fou el segon del món.
Pel museu, Hazelius comprava o aconseguia les donacions d'objectes com mobiliari, roba i joguines de tota  Suècia i els altres  països Nòrdics; va emfasitzar la cultura de camperol, però els seus successors van incrementar la recollida d'objectes que reflectien l'estil de vida burgés i urbà. Per Skansen, va recollir granges i edificis sencers.
Tot i que el projecte no va aconseguir inicialment el finançament esperat per part del govern, Hazelius va rebre un ampli suport i donacions i, el 1898, la Societat per la promoció del Museu Nordic (Samfundet för Nordiska Museets främjande) tenia 4.525 membres. El Riksdag va destinar alguns diners pels museus el 1891 i va doblar la quantitat el 1900, un any abans de la mort de Hazelius.

## Edifici

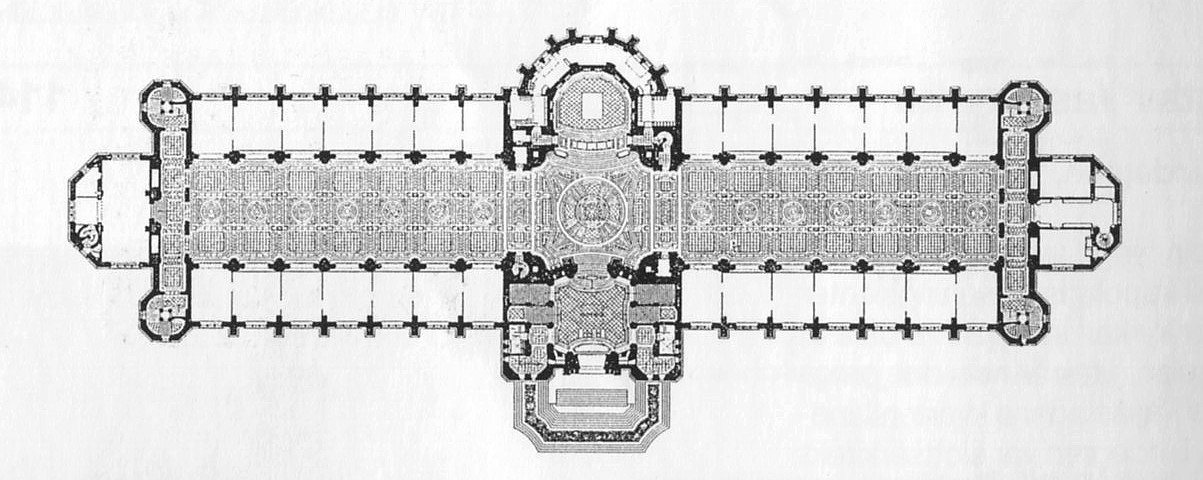
Planol del museu

L'edifici actual, disseny de Isak Gustaf Clason, va ser completat el 1907 després d'un procés de construcció de 19 anys. Al principi, l'edifici pretenia ser un monument nacional que alberguès l'herència material de la nació. Però fou només mig-completat per l'Exposició d'Estocolm de 1897, i mai va ser acabat amb l'extensió planejada inicialment, tres vegades la mida real. El seu estil prové de l'arquitectura danesa del Renaixement amb influències neerlandeses (p.e. edificis com el Castell de Frederiksborg) i no tant dels models històrics suecs. El nucli de l'edifici “cathedralesque” és una enorme sala principal de 126 metres de llargada dominada per l'enorme escultura del rei Gustau I. Per la seva construcció es va utilitzar maó i granit per les parets, i formigó pel sostre.

## Col·leccions
El museu té mes de 1,5 milions d'objectes en les seves col·leccions, incloent edificis com la granja Julita a Södermanland, Svindersvik a Nacka, Palau Tyresö a Tyresö, i la granja-capellà a Härkeberga, a prop d'Enköping. L'arxiu del museu també alberga una col·lecció extensa de documents i aproximadament 6 milions de fotografies que daten des de 1840 fins a l'actualitat. La biblioteca de recerca del museu conté 3.800 metres de prestatges de literatura del segle xvi en endavant.

## Galeria

### Façana

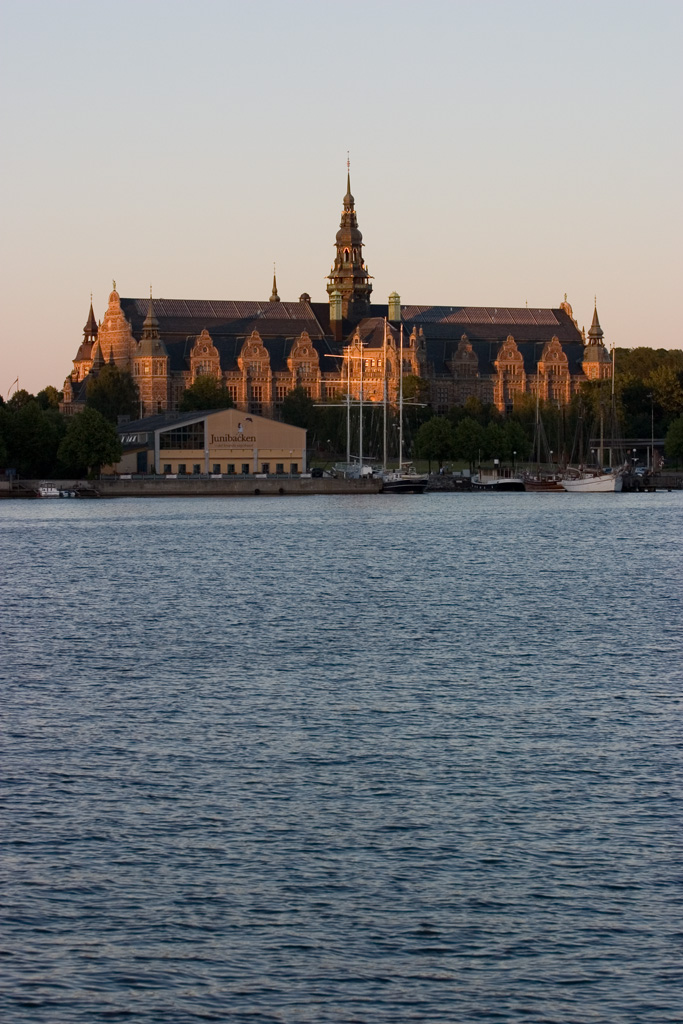
L'edifici de museu
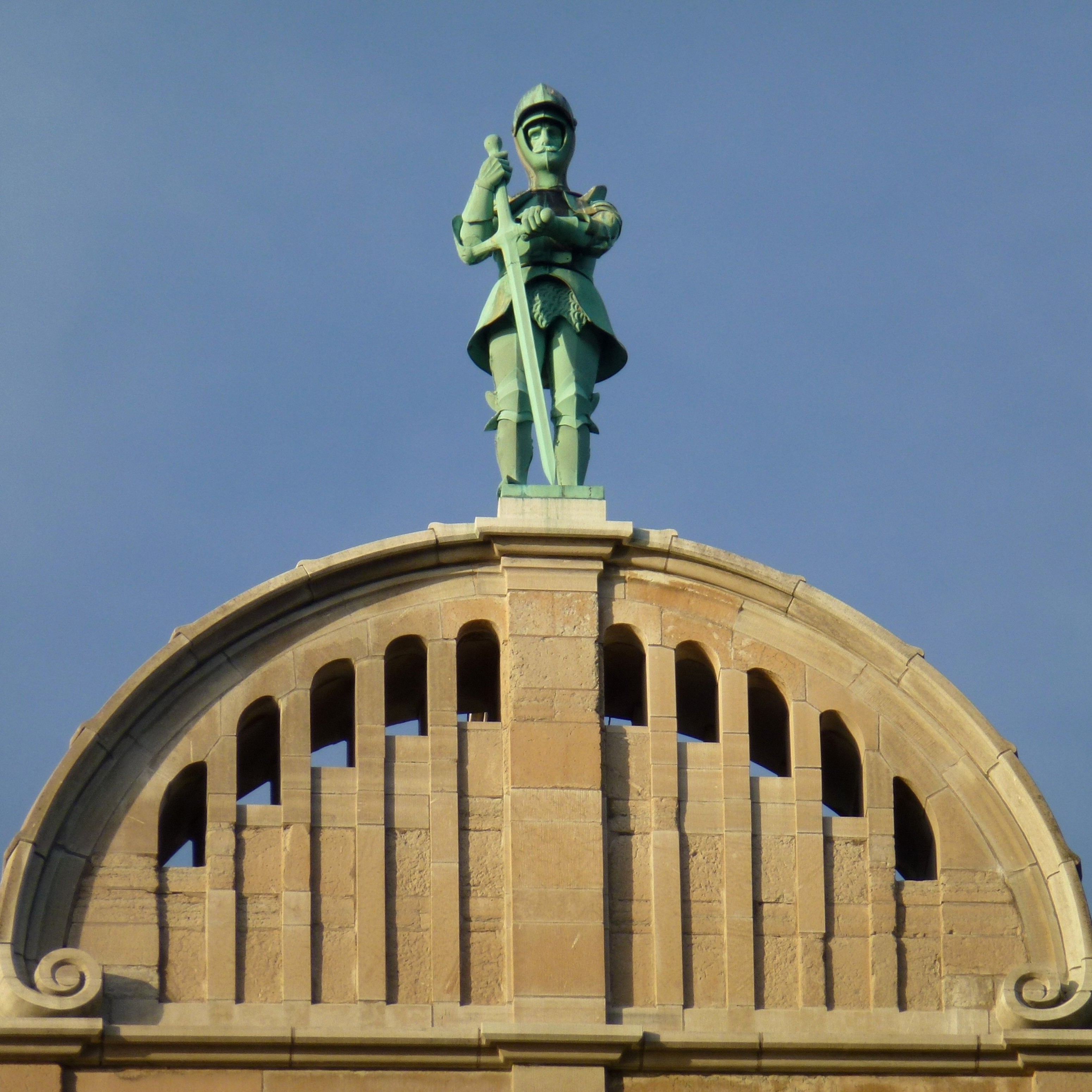
Escultura en el gable occidental
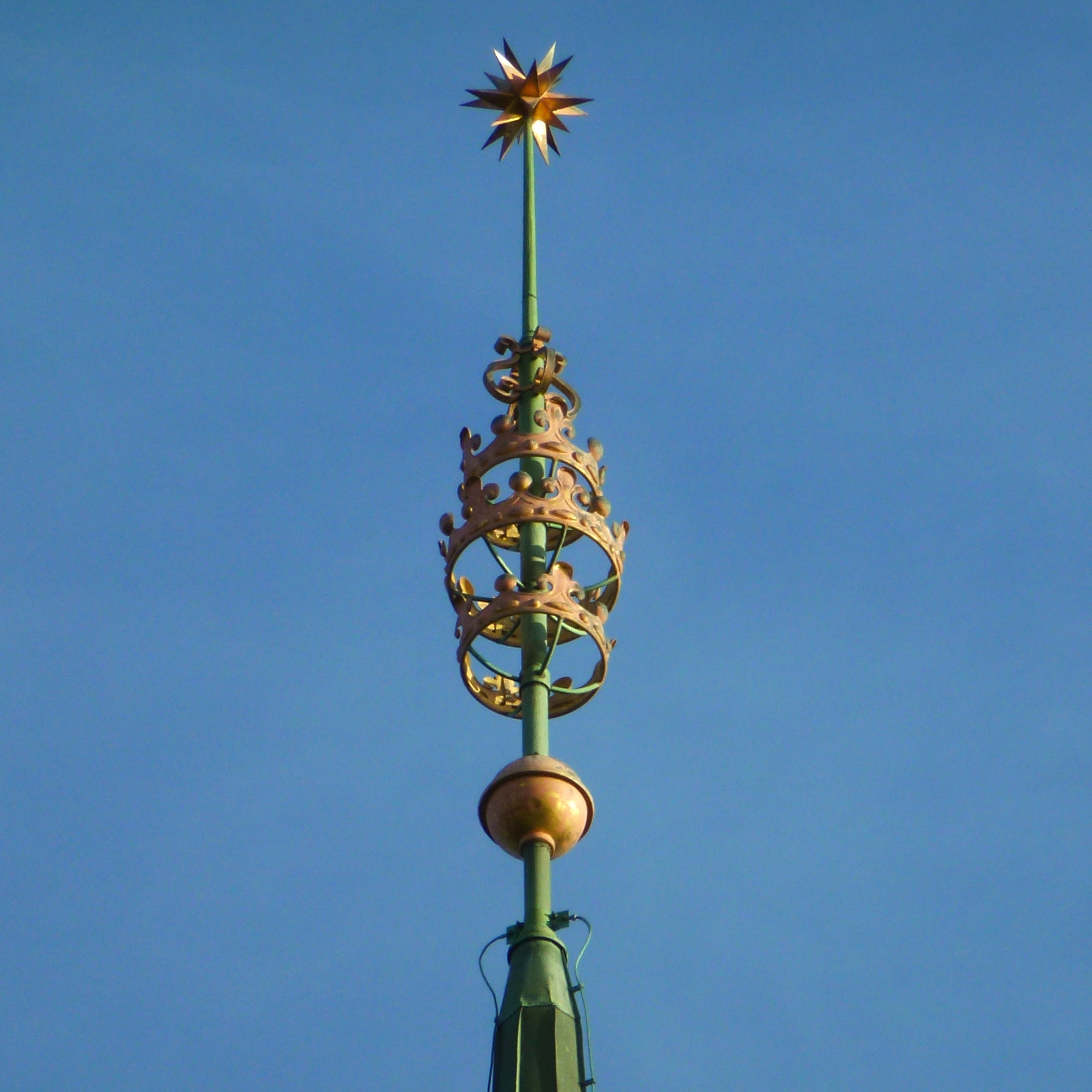
chapitel
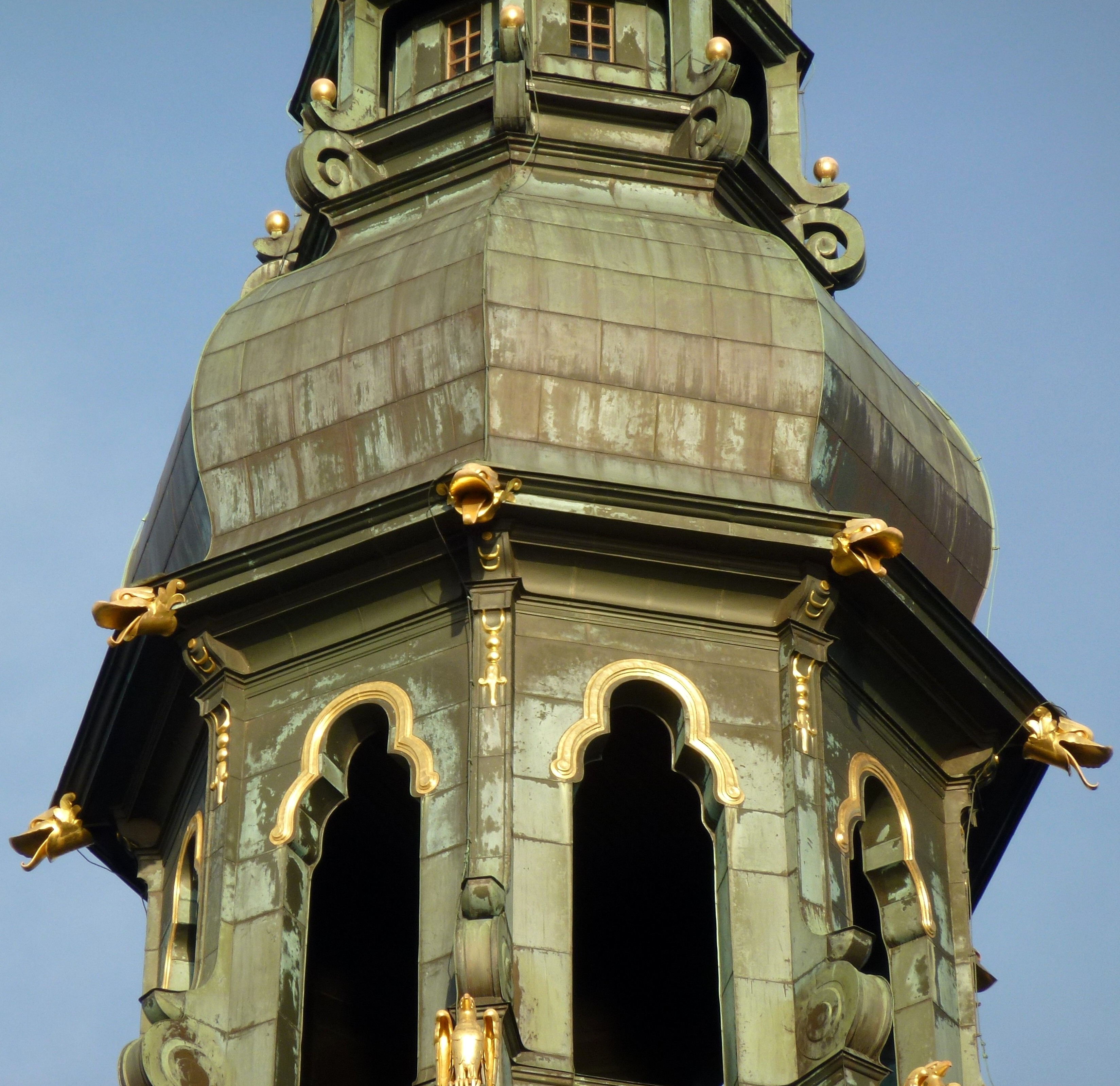
Dom de ceba
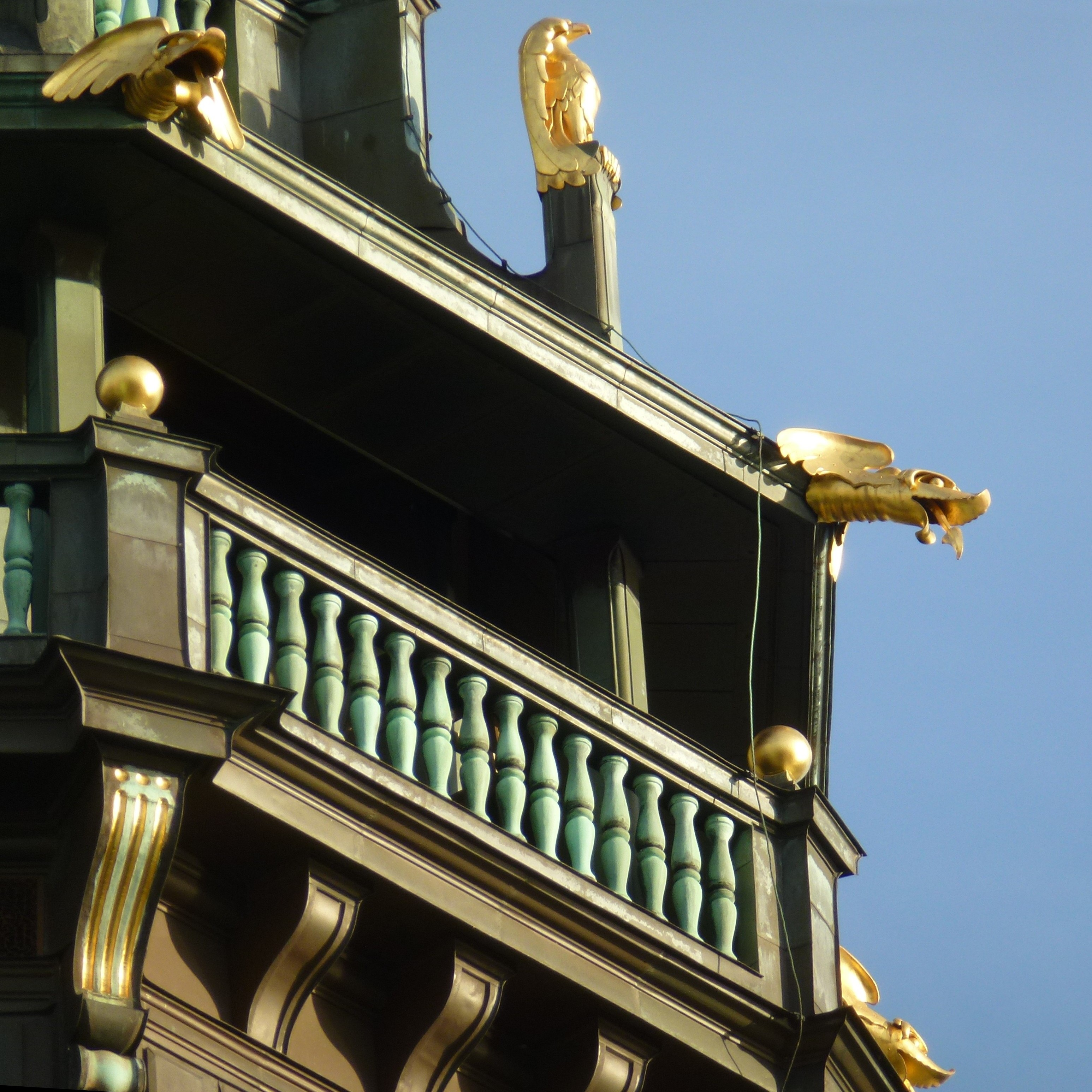
Embornals daurats

### Interior

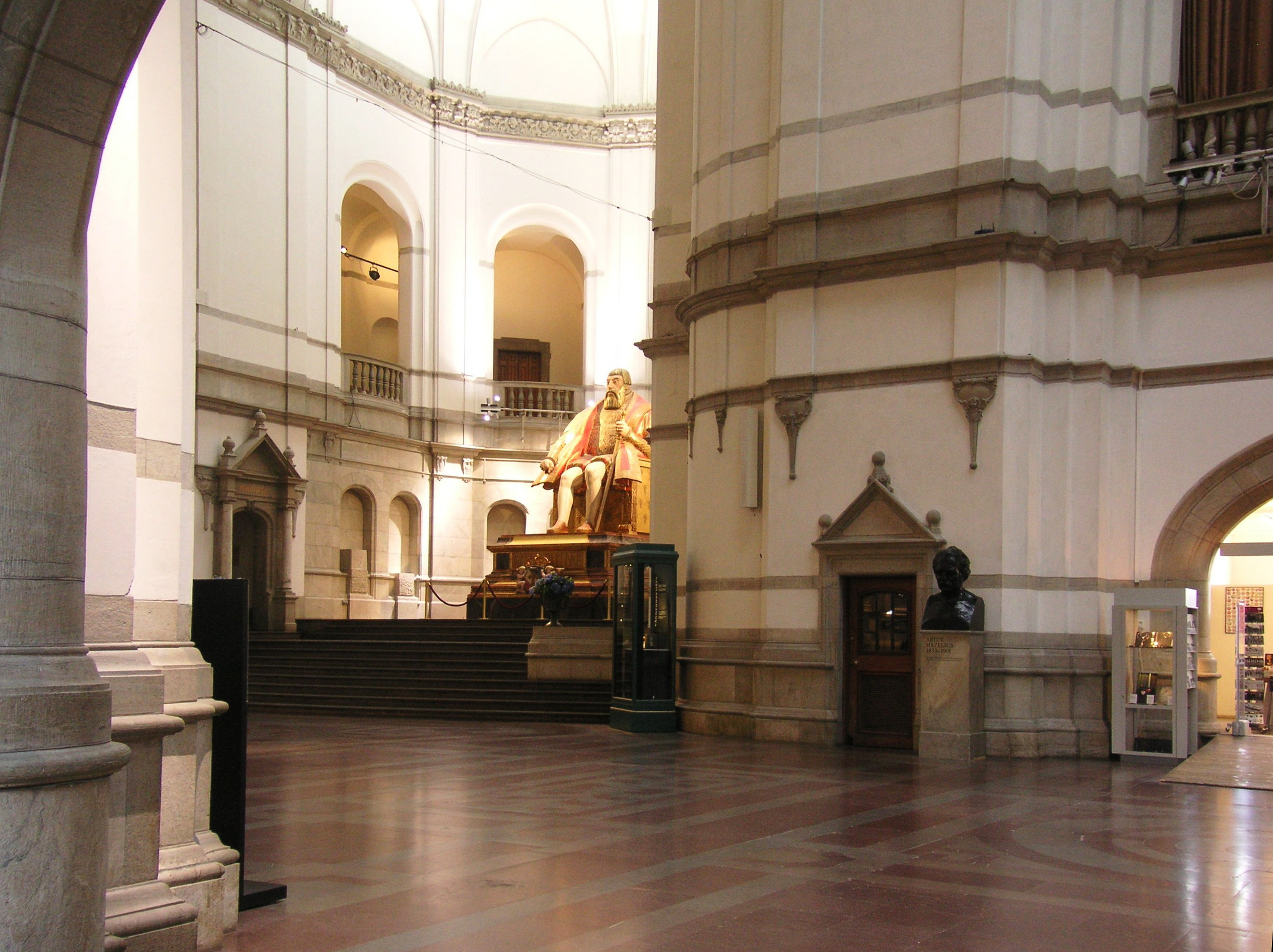
Sala d'entrada amb Gustav Vasa
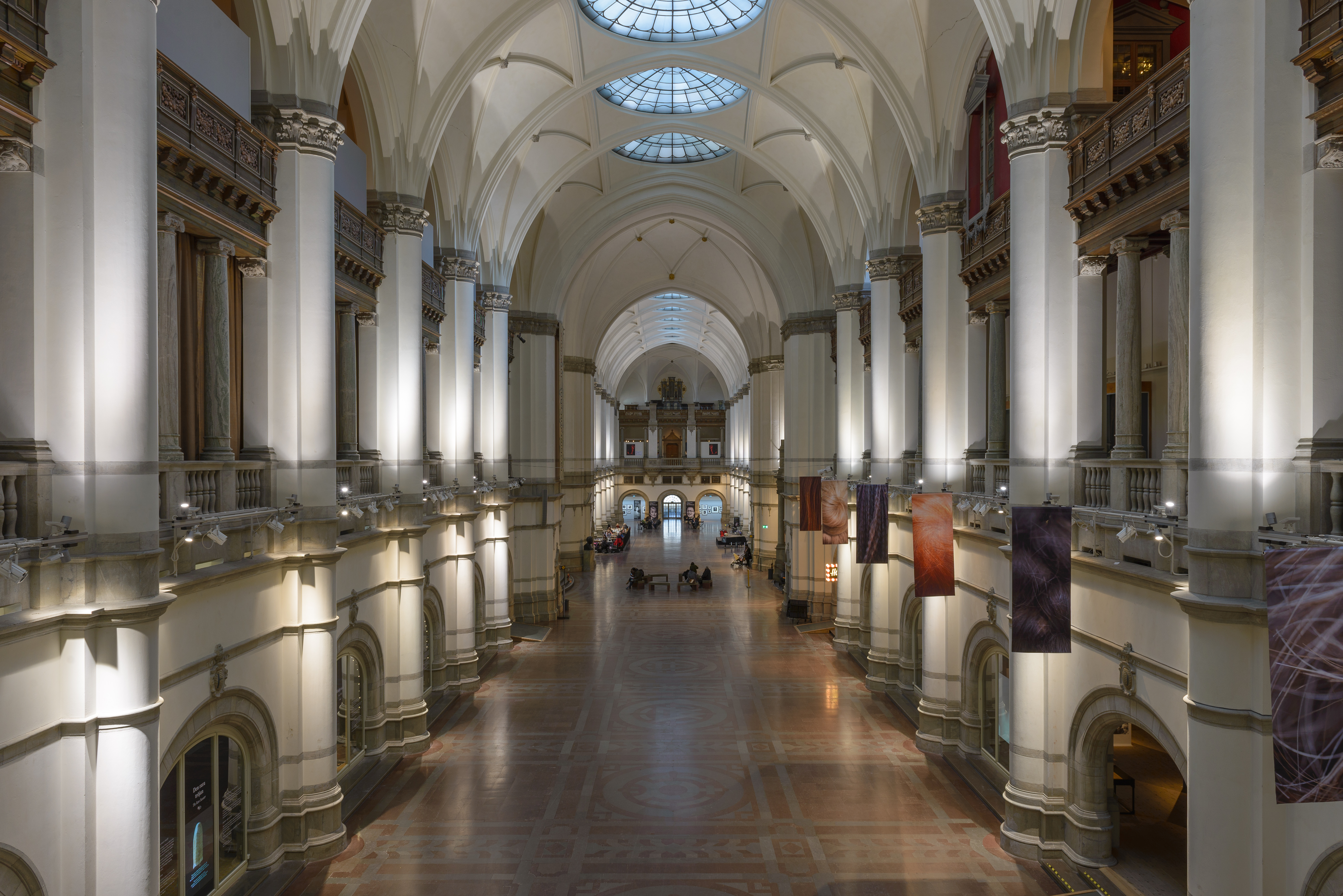
Sala principal
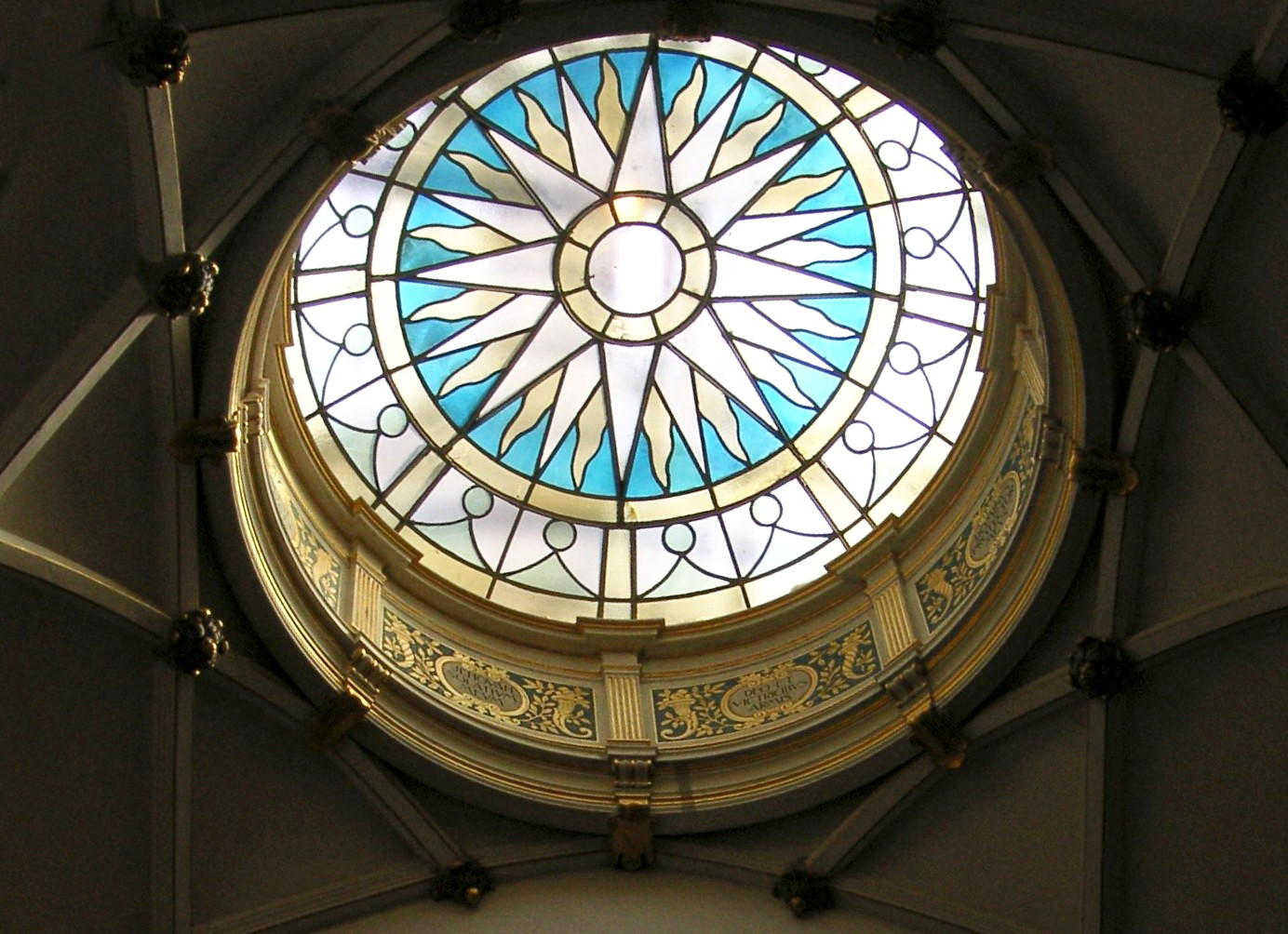
Llanterna de sostre
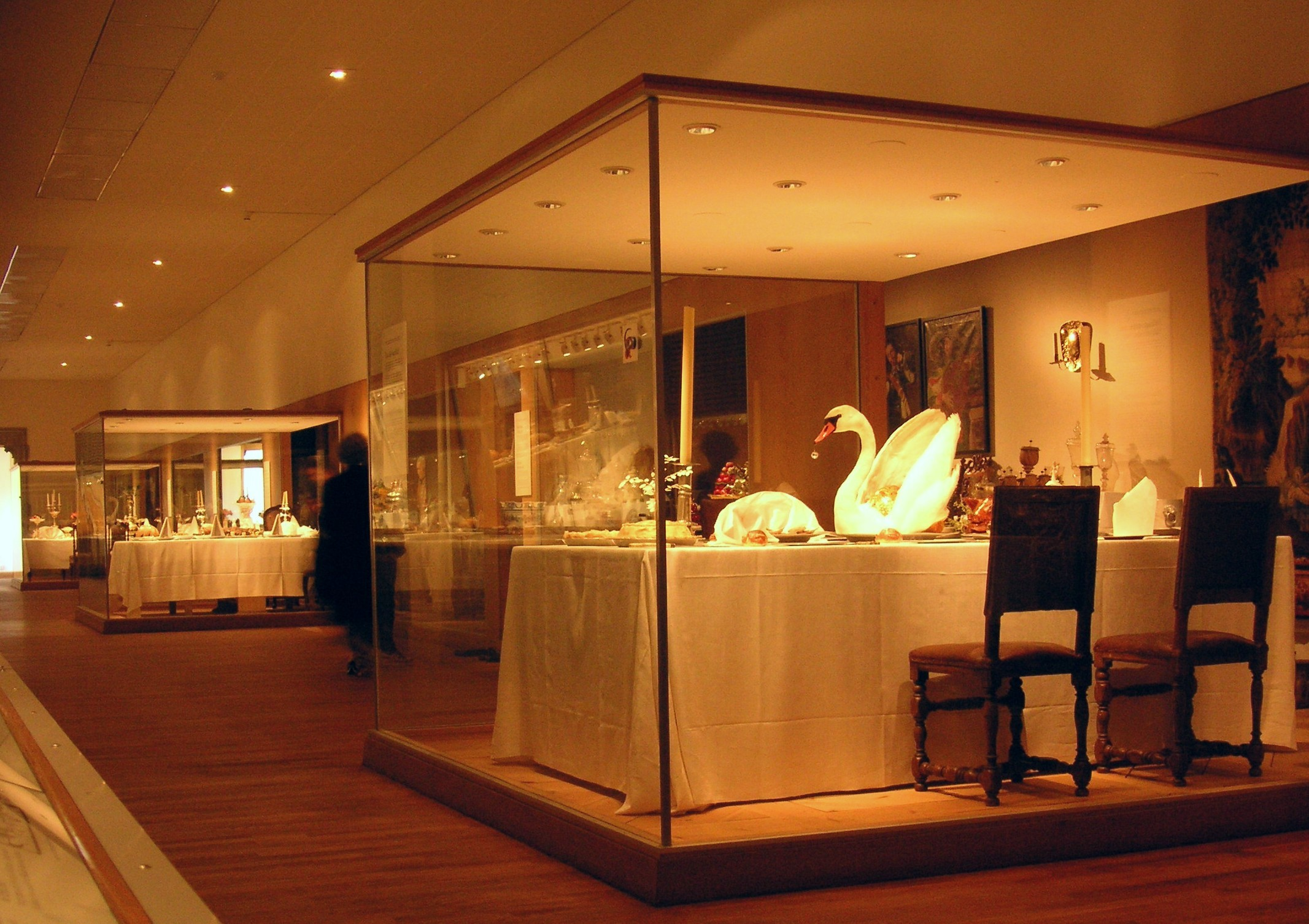
Les taules de l'exposició